# Список троллейбусных маршрутов Екатеринбурга
Список троллейбусных маршрутов Екатеринбурга

## Официальная организация
Эксплуатацию троллейбусной сети осуществляет ЕМУП «Городской транспорт» (ранее ЕМУП «ТТУ»), расположенное по адресу: 620142, г. Екатеринбург, ул. Фрунзе, 26. Маршруты обслуживаются двумя депо:
- Октябрьское троллейбусное депо, адрес: 620142, г. Екатеринбург, ул. Щорса, 11, парковые номера 005-258, маршруты: 25, 27, 28, 31, 35, 36, 39.
- Орджоникидзевское троллейбусное депо, адрес: 620098, г. Екатеринбург, ул. Бакинских Комиссаров, 131, парковые номера 301-552, маршруты 26, 29, 30, 32, 33, 34, 37, 38.

## Маршруты

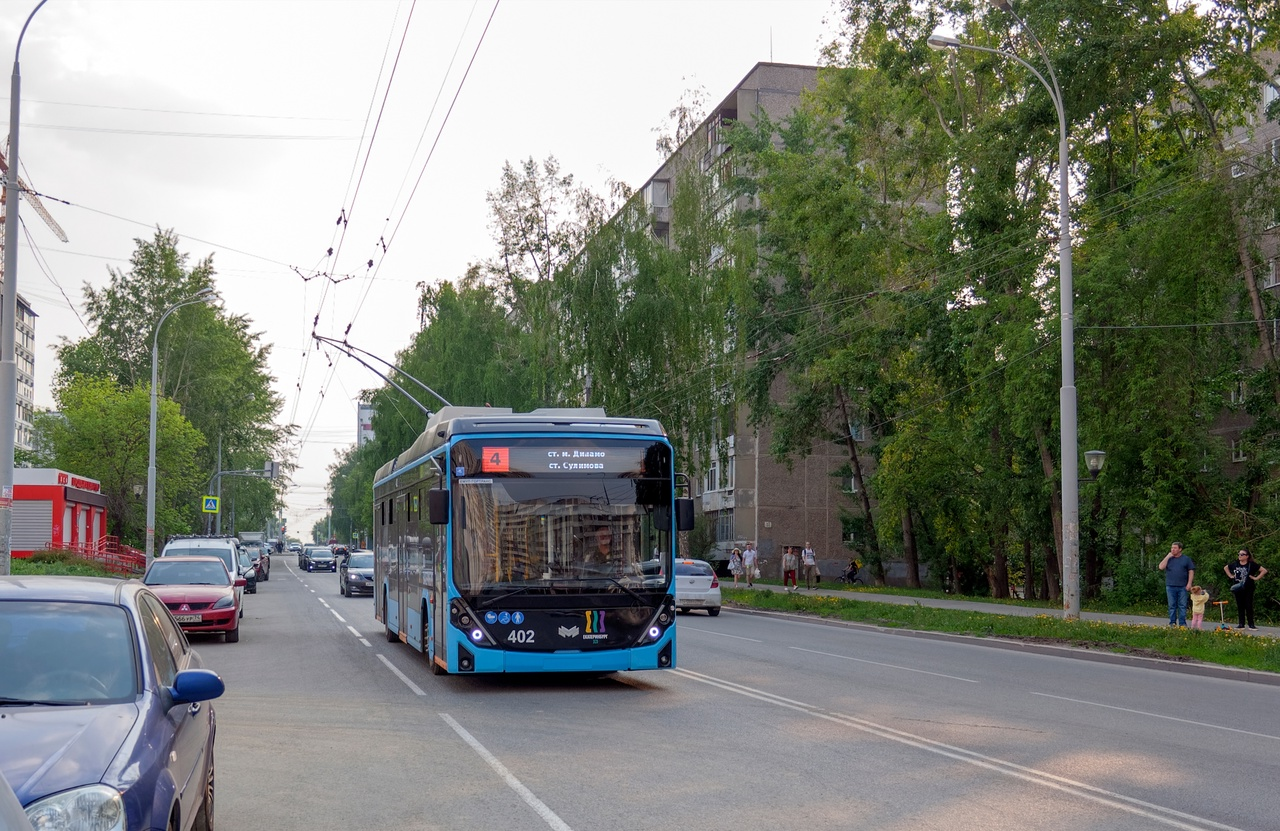
Последние дни работы маршрута №4 перед перенумерацией

По состоянию на август 2023 года в Екатеринбурге эксплуатируются 15 троллейбусных маршрутов:
25. «Ботаническая — Академическая», только по рабочим дням 
26. «Коммунистическая — Крауля» OSM27. «Онуфриева — Ж/д Вокзал» OSM
28. «Академгородок — ЦПКиО им. В.В. Маяковского» OSM
29. «Коммунистическая — Калининская», только по будням
30. «Ильича — Площадь 1-й Пятилетки — Ильича», кольцевой маршрут OSM
31. «Химмаш — Ж/д Вокзал» OSM
32. «Коммунистическая — Академическая» OSM
33. «Коммунистическая — Педуниверситет» OSM
34. «Ст. метро „Динамо“ — Городская больница №7» OSM
35. «Крауля — Ботаническая» OSM
36. «Химмаш — Академическая» OSM
37. «Посадская — Уралобувь» OSM
38. «Коммунистическая — Площадь 1-й Пятилетки — Коммунистическая», кольцевой маршрут OSM
39. «Белинского — Табачная фабрика» OSM
С 1 декабря 2022 года маршруты № 7, №8, №10, №12, №15 и №17 были перенумерованы в №37, №38, №30, №32, №35 и №29 соответственно.
С 1 августа 2023 года маршруты 1, 3, 4, 6, 9, 11, 14 и 20 были перенумерованы в 31, 26, 34 , 36, 39, 27, 28 и 25 соответственно. Маршрут 5 закрыт.